# Jaxartia
Jaxartia is een geslacht van vlinders van de familie uilen (Noctuidae), uit de onderfamilie Hadeninae.

## Soorten
- J. elinguis Püngeler, 1914
- J. striolata Filipjev, 1949